# Sexkino
Als Sexkino (auch Porno- oder Erotikkino) wird umgangssprachlich ein Kino bezeichnet, welches überwiegend oder ausschließlich Filme pornografischen Inhalts zeigt. Zutritt zu diesen Kinos ist nur Erwachsenen im Sinne des Jugendschutzgesetzes gestattet. Mit dem Aufkommen von Videotheken in den 1980er und den DVDs in den 1990er Jahren sowie der Verfügbarkeit von Pornografie im Internet kam es in diesem Marktsegment zu einem „Kinosterben“.

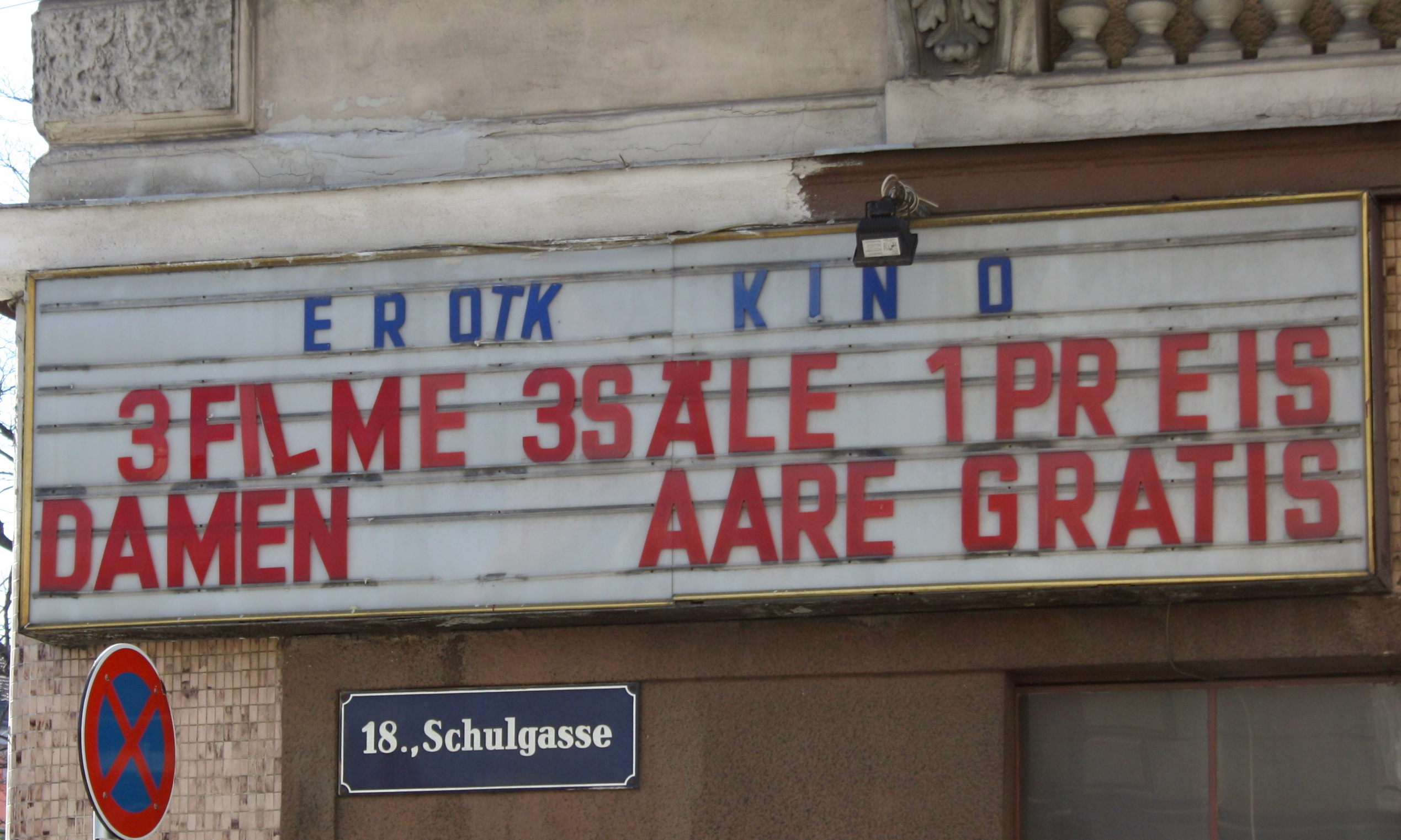
Schild eines Erotikkinos in Wien

Während die klassischen Lichtspielhäuser sich diesem Wettbewerb durch verbesserte Technik stellten, setzten die Betreiber der Erotikkinos auf ein verändertes Angebot. Das klassische Pornogroßkino der 1960er und 1970er findet sich heute nur noch vereinzelt. Heutige Sexkinos finden sich häufig in Sexshops oft auch außerhalb der Rotlichtviertel. Die Konzeption reicht von Videokabinen über einfache Kleinkinos bis hin zu Angeboten in Bordellen und Swingerclubs.

## Geschichte
Sexualität und Erotik spielten von Anfang an eine Rolle in der Geschichte des Films. Bereits Anfang des letzten Jahrhunderts zogen Kinematografen mit sogenannten „lebenden Bildern“ von einem Jahrmarkt zum anderen. Sie zeigten meist heimlich die seit 1896 produzierten sogenannten Stag Films, etwa fünf- bis zehnminütige Streifen, die oft Striptease und seltener den Geschlechtsakt zeigten. 1899 eröffnete der Schauspieler Otto Pritzkow († 1941) in Berlin das erste Kino, das den Namen „Abnormitäten- und Biograph-Theater“ trug.
In den Vereinigten Staaten betrug der Preis dieser Lichtspielhäuser einen Nickel (5 Cent), was ihnen den Namen „Nickelodeons“ einbrachte. Dort wurde in den 20er Jahren die filmische Darstellung von Sex durch den sogenannten „Hays Code“  verboten. Dies führte zu einer Verdrängung der Pornografie in den Untergrund. Bis in die 1950er Jahre wurden in den Kinos nur legale sogenannte „Nudies“ gezeigt. Unter dem Deckmantel der Aufklärung konnten zunehmend Filme Nackter in Form von Pseudodokumentationen meist ohne strafrechtliche Konsequenzen gezeigt werden.  Im Zuge der Sexuellen Revolution kam es zu einer Liberalisierung und Legalisierung der Pornografie. So eröffneten 1968 erstmals in Dänemark wieder Pornokinos. In den USA wurde 1972 die Veröffentlichung pornografischer Inhalte legalisiert. Dort hatten die Pornokinos vor allem durch Filme wie Deep Throat, The Devil In Miss Jones und Behind the Green Door ihre Blütezeit.
In der Bundesrepublik Deutschland wurde im Rahmen des Inkrafttretens des neuen Sexualstrafrechts am 28. Januar 1975 Pornografie teilweise legalisiert. Zwar verbietet bis heute § 184 Absatz 1 Nr. 7 Strafgesetzbuch (Deutschland) die öffentliche Vorführung von Pornofilmen gegen ein Entgelt, das ganz oder überwiegend für diese Vorführung verlangt wird. Dieses Verbot kann der Betreiber eines Kinos aber umgehen, in dem er den Film in Einzelkabinen zeigt oder das Entgelt überwiegend für andere Leistungen (z. B. Getränke, Speisen, Striptease) verlangt.
In den Folgejahren wurden unter dem Zeichen pam pam Sexkinos errichtet. Einen großen Anteil daran hatte der Dortmunder Bauer-Verleih mit seinen PAM-Kinos, aber auch der Münchner Sexfilm-Produzent Alois Brummer beteiligte sich unter dem Zeichen tam tam an der sich neu etablierenden Pornoindustrie. Gezeigt wurden amerikanische, dänische und schließlich auch deutsche Produktionen. Die zuvor außerordentlich erfolgreichen deutschen Soft-Sexfilme verschwanden wegen mangelnder Nachfrage allmählich ganz aus den Lichtspieltheatern. Auf diese Weise hatte das Sexkino großen Anteil am Ende der sogenannten „Sexwelle“ überhaupt.

## Besteuerung
Kinos werden allgemein als Kultureinrichtungen angesehen und erhalten deshalb in Deutschland und anderen europäischen Ländern eine Vergünstigung bei der Mehrwertsteuer, indem die Kinobetreiber nur einen ermäßigten Steuersatz zu zahlen haben (§ 12 Absatz 2 Nr. 7b Umsatzsteuergesetz (Deutschland), der auch Filme begünstigt, die mit „Nicht freigegeben unter 18 Jahren“ bzw. „keine Jugendfreigabe“ gekennzeichnet sind). Dieser beträgt zum Beispiel in Deutschland gegenwärtig 7 Prozent, während der volle Mehrwertsteuersatz bei 19 Prozent liegt. Die Betreiber von Pornokinos profitieren zum Teil von dieser Regelung. Viele Kommunen in Deutschland erheben jedoch, teils bereits seit langem, eine Vergnügungsteuer (Deutschland) und besteuern „Sexdarbietungen“, wie Pornokinos sowie Striptease, Peepshows, Sexmessen und Tabledance, teils auch Bordelle. Solche „Sexsteuern“ wurden beispielsweise im Jahr 2008 in dreizehn hessischen Kommunen mit mehr als 20.000 Einwohnern erhoben.